# І (паровоз)
І (И десятеричное) — российский пассажирский паровоз типа 1-2-0+0-2-0 (система Малле), производившийся в 1903—1909 гг. Коломенским заводом.

## История

### Технические условия
К 1903 году Средне-Сибирская железная дорога выдала Коломенскому заводу заказ на поставку паровозов типа 1-2-0+0-2-0. Паровоз предназначался для работы на перевальных участках и, согласно техническим условиям, должен был вести на подъёме 15 ‰ состав массой 300 т со скоростью 27 км/ч, а на подъёме 10 ‰ — 480 т с той же скоростью. Тип 1-2-0+0-2-0 был выбран для уменьшения нагрузок от оси на рельсы (в то время дорога имела слабое верхнее строение пути), а также для лучшего вписывания в многочисленные кривые, имевшихся на дороге.

### Производство
Паровозы Вк (первоначальное обозначение серии) начали выпускаться в том же году, причём самый первый паровоз этой серии (Вк501) стал для Коломенского завода 3 000-м построенным локомотивом. На паровозах была применена компаунд-машина с диаметром цилиндров 420/650 мм. Испаряющая поверхность котла составляла 175,8 м², площадь колосниковой решётки — 2,61 м², давление пара было 12 кгс/см². Всего в 1903 году было выпущено 5 паровозов (№ 501, 503—506) с данными параметрами (заводской тип 84). Также было выпущено 4 паровоза типа 85, которые отличались от паровозов типа 84 параметрами котла (испаряющая поверхность возросла до 186,4 м², давление пара снизилось до 11 кгс/см²), а также применением простых паровых машин с диаметром всех цилиндров 420 мм.
С 1904 года завод начал строить паровозы типа 98, которые имели сходные параметры с типом 84. Так в 1904 г было изготовлено 28 единиц (№ 510—537), в 1907 г — 20 (№ 538—557), в 1908 г — 17 (№ 558—574), а в 1909 г — последние 38 (№ 575—612). У паровозов № 558—588 площадь колосниковой решётки была увеличена до 2,76 м², а поверхность нагрева до 176,2 м².
Всего было изготовлено 112 паровозов серии Вк, которая в 1912 году получила обозначение І — И десятеричное (одновременно номера были увеличены на 100).

### Судьба серии
У сочленённых паровозов серии І, как и у паровозов серии Ѳ, расход топлива был существенно выше, по сравнению с обычными. Применение простых машин только значительно усложняло содержание паропроводов, идущих к расположенным на тележках цилиндрам.
По этим причинам уже со второй половины 1920-х и в 1930-е годы началось отстранение от работы и исключение из инвентаря паровозов серии І, и на начало 1940 года их насчитывалось всего 5 единиц (на Красноярской железной дороге). В 1954 году был исключён из инвентаря последний паровоз этой серии — І643 (бывший Вк543)